# Kuroda Kiyotaka

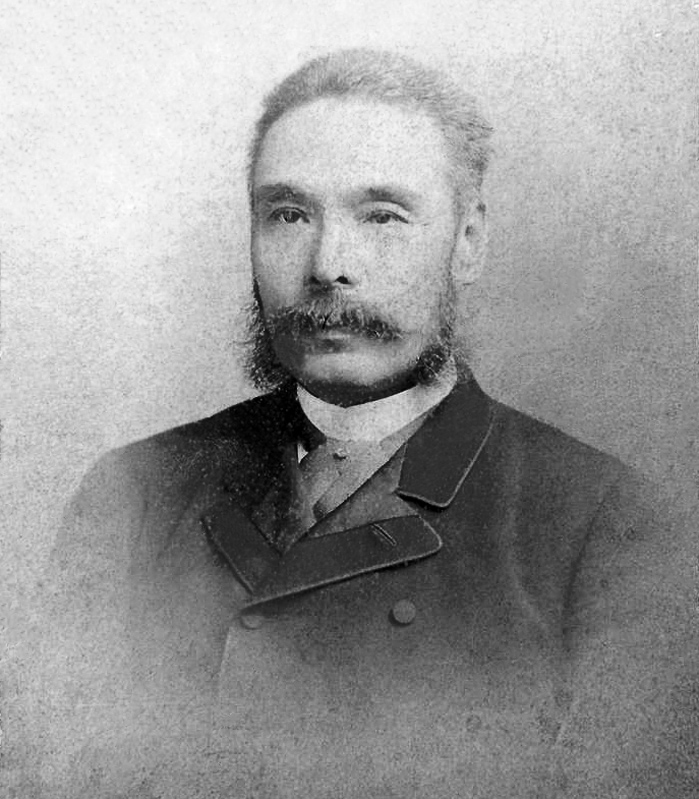
Kuroda Kiyotaka

Kuroda Kiyotaka (japanisch 黒田 清隆, auch Ryōsuke (了介); geb. 9. November 1840 in der Provinz Satsuma; gest. 23. August 1900 in Tokio) war ein japanischer Politiker und Diplomat der Meiji-Zeit. –
Seit 1884 Graf.

## Leben
Kuroda kämpfte im Boshin-Krieg gegen das Bakufu und engagierte sich dann für die neue Regierung nach der Meiji-Restauration 1868. Als während der Satsuma-Rebellion die Burg Kumamoto belagert wurde, gelang es ihm, die von Tani Tateki und Yamakawa Hiroshi (山川 浩; 1845–1898) gehaltene Burg zu entsetzen. Er wurde Generalleutnant, 1870 stellvertretender Leiter des Kaitaku-shi (~„Erschließungsamt“ für die noch nicht als Präfektur anerkannte Hokkaidō) und 1874 dessen Leiter. 1881 wurde Kuroda in einen Finanz-Skandal in Verbindung dem wirtschaftlichen Aufbau von Hokkaidō, verwickelt, aber er blieb Leiter des Büros, bis es 1882 aufgelöst wurde.
Als Sonderbotschafter schloss Kuroda 1876 in Korea den Japanisch-Koreanischen Freundschaftsvertrag ab. Er beteiligte sich auch an der Niederschlagung der Satsuma-Rebellion, konnte dabei die von den Rebellen belagerte Burg Kumamoto befreien. 1882 wurde Kuroda Mitglied des Staatsrats, Kabinetts-Berater und dann Minister für Landwirtschaft und Handel. Als Premierminister 1888 bis 1889 leitete er das zweite Kabinett Japans aus Mitgliedern der Meiji-Oligarchie, das sich offen für „Transzendentalismus“ einsetzte. Das Kabinett beriet über die Verkündigung einer Verfassung, stürzte aber schließlich über die von Ōkuma Shigenobu vorgeschlagene Revision der „Ungleichen Verträge“ mit den westlichen Mächten.
Kuroda war anschließend bis 1882 Mitglied des Geheimen Staatsrats und von 1895 bis 1900 Leiter desselben. Bis zu seinem Tod gehörte Kuroda zu den Genrō, den Staatsmännern, die zu den engsten Beratern am Hof gehörten und in der Regel den Premierminister auswählten.